# Victor De Bisschop
Victor De Bisschop (1875-1961) fue un deportista belga que compitió en remo. Ganó siete medallas en el Campeonato Europeo de Remo entre los años 1893 y 1899.

## Palmarés internacional
| Campeonato Europeo | Campeonato Europeo | Campeonato Europeo | Campeonato Europeo |
| Año                | Lugar              | Medalla            | Prueba             |
| ------------------ | ------------------ | ------------------ | ------------------ |
| 1893               | Orta (Italia)      | Medalla de bronce  | Ocho con timonel   |
| 1894               | Mâcon (Francia)    | Medalla de bronce  | Ocho con timonel   |
| 1896               | Ginebra (Suiza)    | Medalla de plata   | Ocho con timonel   |
| 1898               | Turín (Italia)     | Medalla de oro     | Cuatro con timonel |
| 1898               | Turín (Italia)     | Medalla de oro     | Ocho con timonel   |
| 1899               | Ostende (Bélgica)  | Medalla de oro     | Cuatro con timonel |
| 1899               | Ostende (Bélgica)  | Medalla de oro     | Ocho con timonel   |